# Nika-kai
Nika-kai (二科会), of Nikakai, is een Japanse kunstvereniging ter bevordering van moderne en experimentele kunst. Het werd begin 20e eeuw opgericht als tegenhanger van academisch georiënteerde kunsttentoonstellingen.
De vereniging werd opgericht in 1914 door avant-gardistische kunstenaars als Ryuzaburō Umehara en Sōtarō Yasui, die zich wilden losmaken van de heersende academische stijl. Ze hadden zich ten doel gesteld een onafhankelijk platform te bieden buiten de door de overheid georganiseerde officiële kunsttentoonstellingen, zoals het Nit-ten (日展). De naam Nika betekent letterlijk “Twee Afdelingen”, wat toentertijd de schilderkunst en beeldhouwkunst dekte. Deze zijn later aangevuld met andere kunstvormen.
Sinds haar oprichting organiseert de vereniging jaarlijks de Nika-ten (二科展), een open inzendingstentoonstelling waarin modernere en experimentele werken worden getoond in de categorieën schilderkunst, beeldhouwkunst, design en fotografie. De tentoonstelling vindt doorgaans in september plaats in het Nationale Kunstcentrum in Tokio, waarna een selectie van de werken wordt getoond in rondreizende edities in onder meer Kyoto, Osaka en Kagoshima. De inzendingen worden beoordeeld door jury’s die bestaan uit leden van de Nika-kai.